# William Moultrie

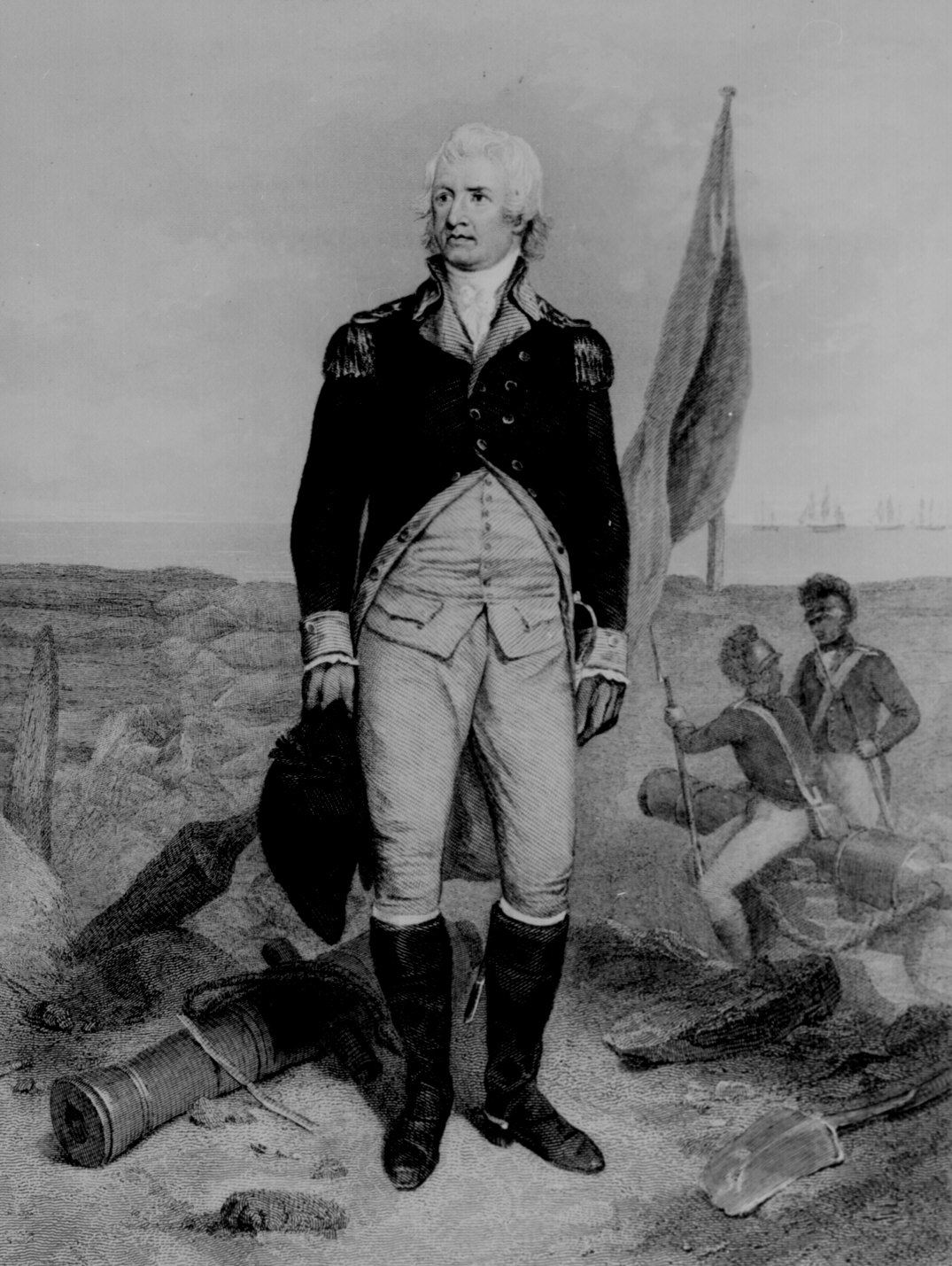
William Moultrie

William Moultrie (* 23. November 1730 in Charleston, Province of South Carolina; † 27. September 1805 ebenda) war ein US-amerikanischer Politiker und Gouverneur von South Carolina.

## Frühe Jahre
Der Geburtsort von William Moultrie wird in den Quellen unterschiedlich angegeben. Während die National Governor Association England als sein Geburtsland angibt, nennt die Homepage der „South Carolina Information Highway“ Charleston als seinen Geburtsort. Er kämpfte im Jahr 1761 in einem Krieg gegen die Cherokee-Indianer und war anschließend Abgeordneter im kolonialen Parlament von South Carolina.

## Aufstieg während des Amerikanischen Unabhängigkeitskrieges
Bei Ausbruchs des Amerikanischen Unabhängigkeitskrieges trat er der amerikanischen Kontinentalarmee bei. Dort stieg er bis zum Brigadier General auf. Seine Beförderung in diesen Rang war die letzte, die Ende 1782 vom Kontinentalkongress bewilligt wurde. Er erwarb sich große Verdienste bei der Verteidigung von Sullivan’s Island. Er war auch Kommandeur in Charleston, als die Stadt vor den Briten kapitulieren musste. Dabei wurde er gefangen genommen und auf Ehrenwort wieder freigelassen. Bereits seit 1775 war er Mitglied des provinzialen Kongresses von South Carolina. Im Jahr 1783 wurde er in das Abgeordnetenhaus dieses Staates gewählt. Im Jahr 1784 war er Vizegouverneur.

## Gouverneur von South Carolina
William Moultrie absolvierte für die Föderalisten zwei, nicht zusammenhängende Amtszeiten als Gouverneur von South Carolina. Seine erste Legislaturperiode begann am 11. Februar 1785 und endete am 20. Februar 1787. Dies war die Zeit zwischen dem Ende des Unabhängigkeitskrieges und der Verabschiedung der US-Verfassung. In dieser Zeit wurde South Carolina neu organisiert. Das Land wurde in Bezirke (Countys) eingeteilt. Jeder Bezirk erhielt unter anderem auch ein Bezirksgericht. Außerdem wurde 1786 die Hauptstadt des Landes von Charleston nach Columbia verlegt. Nach Ablauf seiner ersten Amtszeit diente Moultrie kurz im Senat seines Landes. Seine zweite Amtszeit als Gouverneur begann am 5. Dezember 1792 und endete am 1. Dezember 1794. Inzwischen war die US-Verfassung ratifiziert worden und South Carolina war, wie die anderen zwölf Gründerstaaten auch, offiziell Bundesstaat der USA geworden. In seiner zweiten Amtszeit wurde in Charleston ein Waisenhaus eröffnet. Der Baumwollexport kam immer besser in Schwung. Das gab wiederum der Sklaverei in dem Land weiteren Auftrieb, weil die entsprechenden Plantagen mit Hilfe von Sklaven betrieben wurden. Die Erfindung der Baumwollentkörnungsmaschine im Jahr 1794 durch Eli Whitney machte dies erst möglich. Dann kam es noch zu einer Affaire, als der französische Botschafter in den USA in South Carolina Menschen anheuerte, die Louisiana für Frankreich zurückerobern sollten. Der Gouverneur zeigte dafür zwar einige Sympathien, das Abgeordnetenhaus lehnte aber die französischen Aktivitäten strikt ab, die dann eingestellt wurden.

## Lebensabend
Nach Ablauf seiner zweiten Amtszeit durfte Moultrie aufgrund einer von der Verfassung vorgegebenen Einschränkung nicht mehr kandidieren. Er zog sich aus der Politik zurück und starb 1805.

## Ehrungen
Nach William Moultrie wurden unter anderem die Stadt Moultrie (Georgia), der Lake Moultrie im Berkeley County (South Carolina) und das Fort Moultrie auf Sullivan’s Island benannt.

## Werke
- Memoirs of the American Revolution, 1802 (2 Bände)